# Camelobaetidius variabilis
Camelobaetidius variabilis is een haft uit de familie Baetidae. De wetenschappelijke naam van de soort is voor het eerst geldig gepubliceerd in 1998 door Wiersema.
De soort komt voor in het Nearctisch gebied en het Neotropisch gebied.